# Vexaphorura robustiseta
Genre
Espèce
Vexaphorura robustiseta, unique représentant du genre Vexaphorura, est une espèce de collemboles de la famille des Onychiuridae.

## Distribution
Cette espèce est endémique d'Alaska aux États-Unis.

## Publication originale
- Pomorski & Steinmann, 2004 : Four new genera of the North American Hymenaphorurini (Collembola: Onychiuridae) with a description of new species and key to World genera of the tribe. Insect Systematics & Evolution, vol. 35, no 1, p. 15-27.